# رنا دی‌آنجلو
رنا دی‌آنجلو (انگلیسی: Rena DeAngelo؛ زادهٔ ۱ ژانویهٔ ۲۰۰۰) طراح تولید اهل ایالات متحده آمریکا است. وی همچنین برندهٔ جوایزی همچون جوایز امی ساعات پربیننده شده‌است.